# Abierto de Phoenix
El Abierto de Phoenix es un torneo masculino de golf que se juega en el área metropolitana de la ciudad de Phoenix, Arizona, Estados Unidos. Forma parte del PGA Tour, y tiene una bolsa de premios de 8,2 millones de dólares, de los que el ganador obtiene 1,5 millones. Actualmente se juega a mediados de febrero, el mismo fin de semana del Super Bowl de fútbol americano.
Su primera edición fue en 1932 y se comenzó a jugar regularmente en 1944. Las sedes originales fueron el Phoenix Country Club y Arizona Country Club; desde 1987 se realiza en el TPC de Scottsdale.
El Abierto de Phoenix es el torneo del PGA Tour con mayor cantidad de espectadores. En la edición 2014 se registraron 189.722 personas el día sábado y un total de 563.008 visitas combinadas. Se caracteriza por su ambiente mucho más informal que el habitual en el golf, en particular en el estadio del hoyo 16, ya que el público celebra vivamente los golpes buenos y abuchea los malos.
Para la edición 2023, la bolsa de premios creció a 20 millones de dólares, con 3,6 millones para el ganador.

## Ganadores
Los golfistas con tres victorias en el Abierto de Phoenix han sido Arnold Palmer, Gene Littler, Mark Calcavecchia y Phil Mickelson. Entre los golfistas con dos victorias se destacan Byron Nelson, Ben Hogan, Jimmy Demaret, Lloyd Mangrum, Johnny Miller, Vijay Singh y Brooks Koepka.
| Año       | Golfista              |
| --------- | --------------------- |
| 1932      | Ralph Guldahl         |
| 1933      | Harry Cooper          |
| 1934      | No se disputó         |
| 1935      | Ky Laffoon            |
| 1936-1938 | No se disputó         |
| 1939      | Byron Nelson          |
| 1940      | Ed Oliver             |
| 1941-1943 | No se disputó         |
| 1944      | Harold "Jug" McSpaden |
| 1945      | Byron Nelson          |
| 1946      | Ben Hogan             |
| 1947      | Ben Hogan             |
| 1948      | Bobby Locke           |
| 1949      | Jimmy Demaret         |
| 1950      | Jimmy Demaret         |
| 1951      | Lew Worsham           |
| 1952      | Lloyd Mangrum         |
| 1953      | Lloyd Mangrum         |
| 1954      | Ed Furgol             |
| 1955      | Gene Littler          |
| 1956      | Cary Middlecoff       |
| 1957      | Billy Casper          |
| 1958      | Ken Venturi           |
| 1959      | Gene Littler          |
| 1960      | Jack Fleck            |
| 1961      | Arnold Palmer         |
| 1962      | Arnold Palmer         |
| 1963      | Arnold Palmer         |
| 1964      | Jack Nicklaus         |
| 1965      | Rod Funseth           |
| 1966      | Dudley Wysong         |
| 1967      | Julius Boros          |
| 1968      | George Knudson        |
| 1969      | Gene Littler          |
| 1970      | Dale Douglass         |
| 1971      | Miller Barber         |
| 1972      | Homero Blancas        |
| 1973      | Bruce Crampton        |
| 1974      | Johnny Miller         |
| 1975      | Johnny Miller         |
| 1976      | Bob Gilder            |
| 1977      | Jerry Pate            |
| 1978      | Miller Barber         |
| 1979      | Ben Crenshaw          |
| 1980      | Jeff Mitchell         |
| 1981      | David Graham          |
| 1982      | Lanny Wadkins         |
| 1983      | Bob Gilder            |
| 1984      | Tom Purtzer           |
| 1985      | Calvin Peete          |
| 1986      | Hal Sutton            |
| 1987      | Paul Azinger          |
| 1988      | Sandy Lyle            |
| 1989      | Mark Calcavecchia     |
| 1990      | Tommy Armour III      |
| 1991      | Nolan Henke           |
| 1992      | Mark Calcavecchia     |
| 1993      | Lee Janzen            |
| 1994      | Bill Glasson          |
| 1995      | Vijay Singh           |
| 1996      | Phil Mickelson        |
| 1997      | Steve Jones           |
| 1998      | Jesper Parnevik       |
| 1999      | Rocco Mediate         |
| 2000      | Tom Lehman            |
| 2001      | Mark Calcavecchia     |
| 2002      | Chris DiMarco         |
| 2003      | Vijay Singh           |
| 2004      | Jonathan Kaye         |
| 2005      | Phil Mickelson        |
| 2006      | J. B. Holmes          |
| 2007      | Aaron Baddeley        |
| 2008      | J. B. Holmes          |
| 2009      | Kenny Perry           |
| 2010      | Hunter Mahan          |
| 2011      | Mark Wilson           |
| 2012      | Kyle Stanley          |
| 2013      | Phil Mickelson        |
| 2014      | Kevin Stadler         |
| 2015      | Brooks Koepka         |
| 2016      | Hideki Matsuyama      |
| 2017      | Hideki Matsuyama      |
| 2018      | Gary Woodland         |
| 2019      | Rickie Fowler         |
| 2020      | Webb Simpson          |
| 2021      | Brooks Koepka         |
| 2022      | Scottie Scheffler     |
| 2023      | Scottie Scheffler     |